# Jasionowce
Jasionowce (Jasienowce lub Jasieniowce; (ukr. Ясенівці, trb. Jaseniwci, trl. Yasenivtsi) – wieś w rejonie złoczowskim obwodu lwowskiego Ukrainy.
Znajduje się tu przystanek kolejowy Jasionowce, położony na linii Tarnopol – Lwów.

## Położenie
Na podstawie Słownika geograficznego Królestwa Polskiego i innych krajów słowiańskich Jasionowce to: wieś w powiecie złoczowskim, położona 3 km na zachód od Złoczowa.
Wieś prawa wołoskiego, położona była na początku XVI wieku w ziemi lwowskiej województwa ruskiego.
Do scalenia w 1934 r. w II Rzeczypospolitej miejscowość była siedzibą gminy wiejskiej w powiecie złoczowskim województwa tarnopolskiego.